# Distretto di Kitzbühel
Il distretto di Kitzbühel (in tedesco Bezirk Kitzbühel) è uno dei distretti dell'Austria, è situato nel Land del Tirolo.

## Geografia antropica
Il distretto è diviso in comuni; uno di essi è una città, tre sono comuni con diritto di mercato.

### Città
1. Kitzbühel (8.574 ab.)

### Paesi
1. Fieberbrunn (4.180)
2. Hopfgarten im Brixental (5.266)
3. Sankt Johann in Tirol (7.961)

### Borghi
1. Aurach bei Kitzbühel (1.203)
2. Brixen im Thale (2.574)
3. Going am Wilden Kaiser (1.730)
4. Hochfilzen (1.109)
5. Itter (1.060)
6. Jochberg (1.540)
7. Kirchberg in Tirol (4.958)
8. Kirchdorf in Tirol (3.492)
9. Kössen (3.936)
10. Oberndorf in Tirol (1.944)
11. Reith bei Kitzbühel (1.594)
12. Sankt Jakob in Haus (635)
13. Sankt Ulrich am Pillersee (1.441)
14. Schwendt (763)
15. Waidring (1.777)
16. Westendorf (3.454)